# Mont Riyue
Le mont Riyue (chinois : 日月山 ; pinyin : rìyuè shān ; litt. « Mont du soleil et de la lune ») est situé entre le xian de Huangyuan dans la ville-préfecture de Xining et le xian de Guide dans la préfecture autonome tibétaine de Hainan, dans la province chinoise du Qinghai.
Selon la légende, la princesse Wencheng, fille de l'empereur Tang Taizong, y aurait abandonné un miroir nommé « Soleil et Lune » (日月). Ce miroir lui avait été offert par l'empereur, et lui permettait de regarder Chang’an (actuel Xi'an), alors capitale de la dynastie Tang. Deux pavillons, un de la lune et l'autre du soleil, ont donc été érigés sur cette colline. La rivière Daotang qui coule à proximité serait faite de ses larmes.
Cette montagne sépare la province du Qinghai entre une zone pastorale à l'ouest et une zone plus agricole à l'est.